# O poklad Ciboly
O poklad Ciboly (Cibola Burn) je čtvrtý díl space opera knižní série Expanze od Jamese S. A. Coreye, což je pseudonym spisovatelů Daniela Abrahama a Ty Francka. Knížka byla vydána v roce 2014 nakladatelstvím Orbit Books, český překlad vyšel o rok později u nakladatelství Triton. Příběh je stejně jako u předchozí dílu Abaddonova brána vyprávěn z pohledu čtyř postav; kromě Jima Holdena, protagonisty celé knižní série, jde o bývalého policistu Dimitriho Havelocka, osadníka Basiu Mertona a o bioložku Elvi Okoye.

## Děj
Po otevření mezihvězdných bran se lidstvu zpřístupnilo velké množství obyvatelných planet. K jedné z nich, Nové Zemi, míří korporátní kolonizační loď Edward Israel s tisícem nových osadníků. Bezpečnost kolonizace má na starosti Adolphus Murtry, jeho podřízeným je Dimitri Havelock. Planeta je již ovšem řídce obydlená, převážně uprchlíky z Ganymeda. Někteří z nich nesouhlasí s kolonizací a mají strach, že je korporátní společnost připraví o jejich nový domov. Mezi nimi je i Basia Merton. Skupinka osadníků se tedy rozhodne odpálit přistávací plochu, na kterou má přistát menší raketoplán s prvními kolonizátory. Celá akce se ovšem zvrhne a Basia při odpalu nechtěně poškodí také raketoplán, jenž musí nouzově přistát. Přistání nepřežije několik členů posádky, včetně guvernéra.
Kvůli vyhrocené situaci se Spolek vnějších planet, Země a Mars dohodnou na vyslání nezávislého mediátora, který by mohl situaci zklidnit. Je vybrán Jim Holden, který se na cestu vydává ve své lodi Rosinante. Na Nové Zemi přistává společně s Amosem, Naomi a Alex zůstávají na oběžné dráze, jelikož jim pobyt ve vysoké gravitaci dělá problémy. Za korporátní společnost na Nové Zemi jedná Murtry, jenž, jak Holden zjišťuje, je psychopat se sklony k zabíjení. Celá vyhrocená situace nakonec skončí přestřelkou mezi útočníky na raketoplán a Murtryho týmem, přičemž z útočníků přežije jen Baisa, jehož Holden vezme pod svojí ochranu a přemístí ho na Rosinante. Basia totiž ještě předtím Holdenovi vše přiznal a zároveň ho upozornil, že ho útočníci plánují zabít.

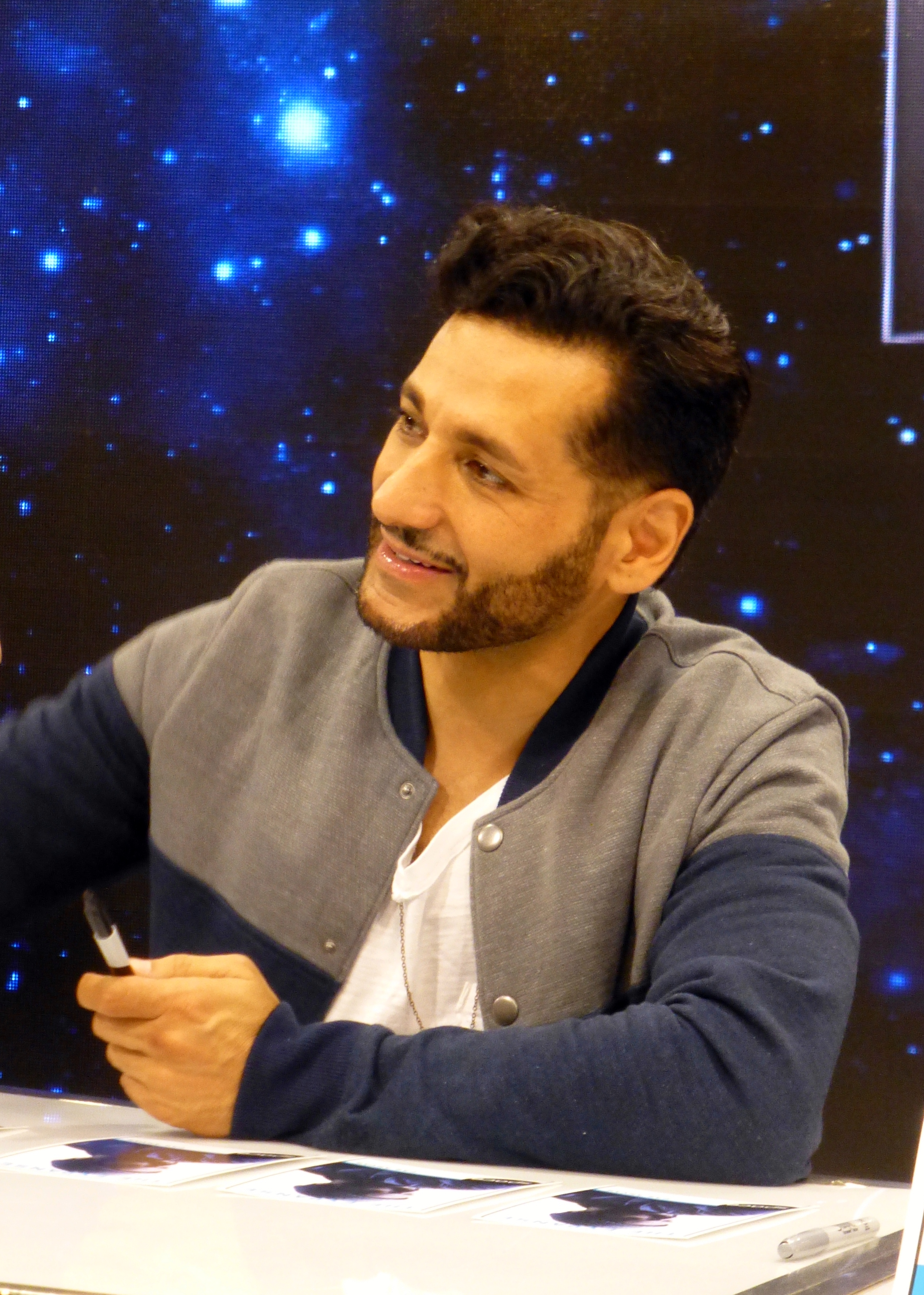
Cas Anvar, představitel seriálového Alexe Kamala

Mezitím, co se osadníci a Murtry dohadují na podmínkách, tak na druhém konci planety pod mořem exploduje jaderná elektrárna, kterou zde zanechala minulá civilizace užívající protomolekulu. Následující vlna přejede přes celou planetu, osadníkům se díky rychlé spolupráci s Holdenem a Murtrym podaří ukrýt v troskách po předchozí civilizaci a většina se tak zachrání. Jelikož přijdou o většinu zásob, vypraví Edward Israel na pomoc malý raketoplán, ten ovšem exploduje v atmosféře. Protomolekula totiž planetu obalila jakýmsi ochranným štítem, kterým nejde proletět. Veškeré zásoby tak musí být dopravovány padákem. Protomolekula zároveň lodím kolem planety, Rosinante, Edwarda Israela a Barbapiccoly, lodi s osadníky, odstaví jaderné reaktory, čímž je odsoudí k pomalé smrti. Lodě jsou totiž přitahovány gravitační silou planety a držet se nahoře mohou pouze pomocí baterií, které mají omezenou kapacitu.
Holden celý problém řeší s Millerem, jenž se mu stále zjevuje, má ovšem na starosti také další záležitosti. Po povodni se totiž na povrchu vyrojili slimáci, kteří při dotyku s kůží vypustí toxiny, jenž člověka během chvíle zabijí. Osadníci také přestávají vidět, jelikož se jim v očích šíří zelený zákal, pravděpodobně pocházející z mraků. Situaci se zákalem se snaží vyřešit bioložka Elvi Okoye, která pro testování používá Holdena, jenž je z neznámých důvodů proti zákalu imunní. Nakonec zjistí, že na něj zákal nepůsobí, jelikož je potlačován léky proti rakovině, jež Holden bere od ozáření na Erotu. Mezitím se zhoršuje vzájemný vztah Holdena a Murtryho, situace je ale vážná také na oběžné dráze.
Havelock totiž na Murtryho rozkaz upravil jeden z raketoplánů tak, aby mohl posloužit jako střela proti Rosinante. Naomi se vydala raketoplán tajně vyřadit z provozu, byla ovšem chycena zrovna trénujícím týmem z Edwarda Israela. Basia se jí nakonec vydává zachránit, ve stejnou chvíli se Havelock pohádá s Murtrym, je zbaven dočasného velení nad bezpečností Edwarda Israela, připojuje se k Naomi a Basiovi a společně utíkají na Rosinante. Ta musí vzít do vleku Barbapiccolu a táhnout jí nahoru, jelikož technicky zaostalejší loď se již blížila k atmosféře. Holden se mezitím s duchem Millera vydává do centrálního uzlu planety, aby „osvobodili“ planetu od protomolekuly a také zjistili, co se vlastně stalo s původní supercivilizací, která protomolekulu vytvořila. Za ním jede také Murtry, ovšem s opačným cílem; nechce, aby na planetě přežili osadníci, je tedy ochoten všechny obětovat. Tím by pak nemohl korporátní společnosti nikdo bránit v osidlování. Za Murtrym se vydávají Amos a Elvi s cílem ho zastavit. Během následující situace Elvi s Millerem vyřadí z provozu obranný systém planety řízený protomolekulou a Holden zatkne Murtryho.